# 2015 GE1
2015 GE1 est un astéroïde géocroiseur de la famille Apollon d'environ 30 mètres de diamètre qui s'est approché à 1,3 million de kilomètres (3,4 fois la distance Terre-Lune) de la Terre le 12 avril 2015 à 1 h 8.